# Сєдих Іван Вікторович
Іван Вікторович Сєдих (1904 — 1943) — сержант Робітничо-селянської Червоної Армії, учасник німецько-радянської війни, Герой Радянського Союзу (1943).

## Біографія
Іван Сєдих народився в 1904 році в Твері. Отримав неповну середню освіту, після чого працював в медичному інституті. У 1927 — 1930 роках служив в Робітничо-селянській Червоній Армії. У жовтні 1942 року Сєдих повторно був призваний в армію. З грудня того ж року — на фронтах німецько-радянської війни, командував відділенням 78-го гвардійського стрілецького полку 25-ї гвардійської стрілецької дивізії 6-й армії Південно-Західного фронту.
2 березня 1943 року Сєдих в складі свого взводу, яким командував лейтенант Петро Миколайович Широнін, брав участь у відбитті контратак німецьких танкових і піхотних частин біля залізничного переїзду на південній околиці села Таранівка Зміївского району Харківської області Української РСР. Відділення Сєдих першим прийняло на себе удар. У критичний момент бою, коли танки противника впритул підійшли до окопів широнінців, Сєдих і його товариші Скворцов і Павлов кинулися з гранатами до них. У тому бою вони загинули, але зуміли зупинити танки. Всі вони були поховані в братській могилі на місці бою.
Указом Президіума Верховної Ради СРСР від 18 травня 1943 року за «зразкове виконання бойових завдань командування на фронті боротьби з німецькими загарбниками і проявлені при цьому мужність і героїзм» гвардії сержант Іван Сєдих посмертно був удостоєний звання Героя Радянського Союзу. Також посмертно був нагороджений орденом Леніна.

## Пам'ять
На честь Сєдих названа вулиця в Твері.